# Prince Segbefia
Kossi Prince Segbefia (Lomé, 11 marzo 1991) è un calciatore togolese, centrocampista dello Strasburgo Koenigshoffen.

## Caratteristiche tecniche
Interno di centrocampo, può essere schierato come mediano o dietro le punte come trequartista.

## Carriera

### Nazionale
Ha partecipato alla Coppa d'Africa del 2013 ed a quella del 2017. Tra il 2011 ed il 2017 ha giocato in totale 26 partite con la nazionale togolese.